# Вербівці (Тернопільський район)

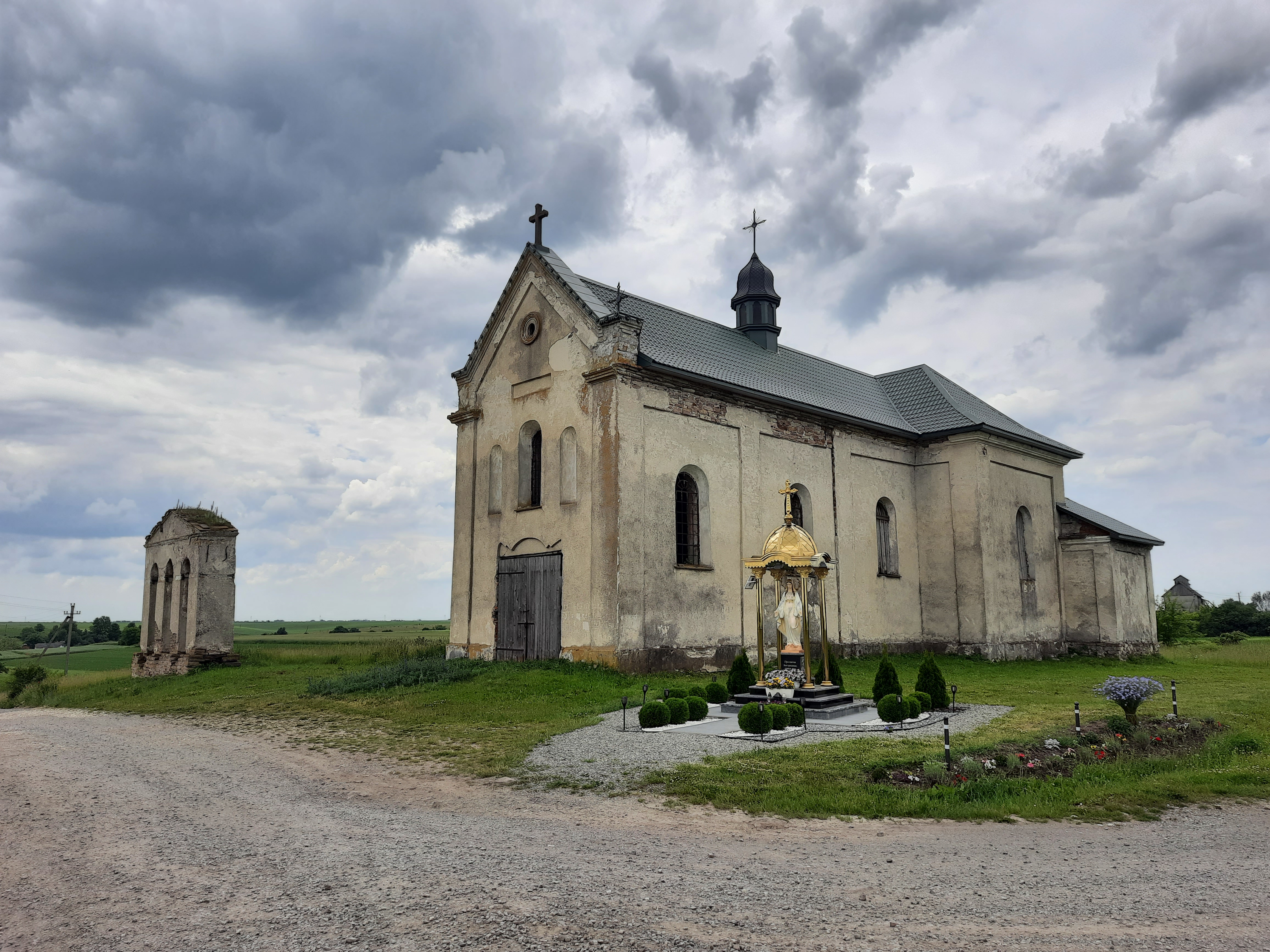
Колишній костел Святого Станіслава

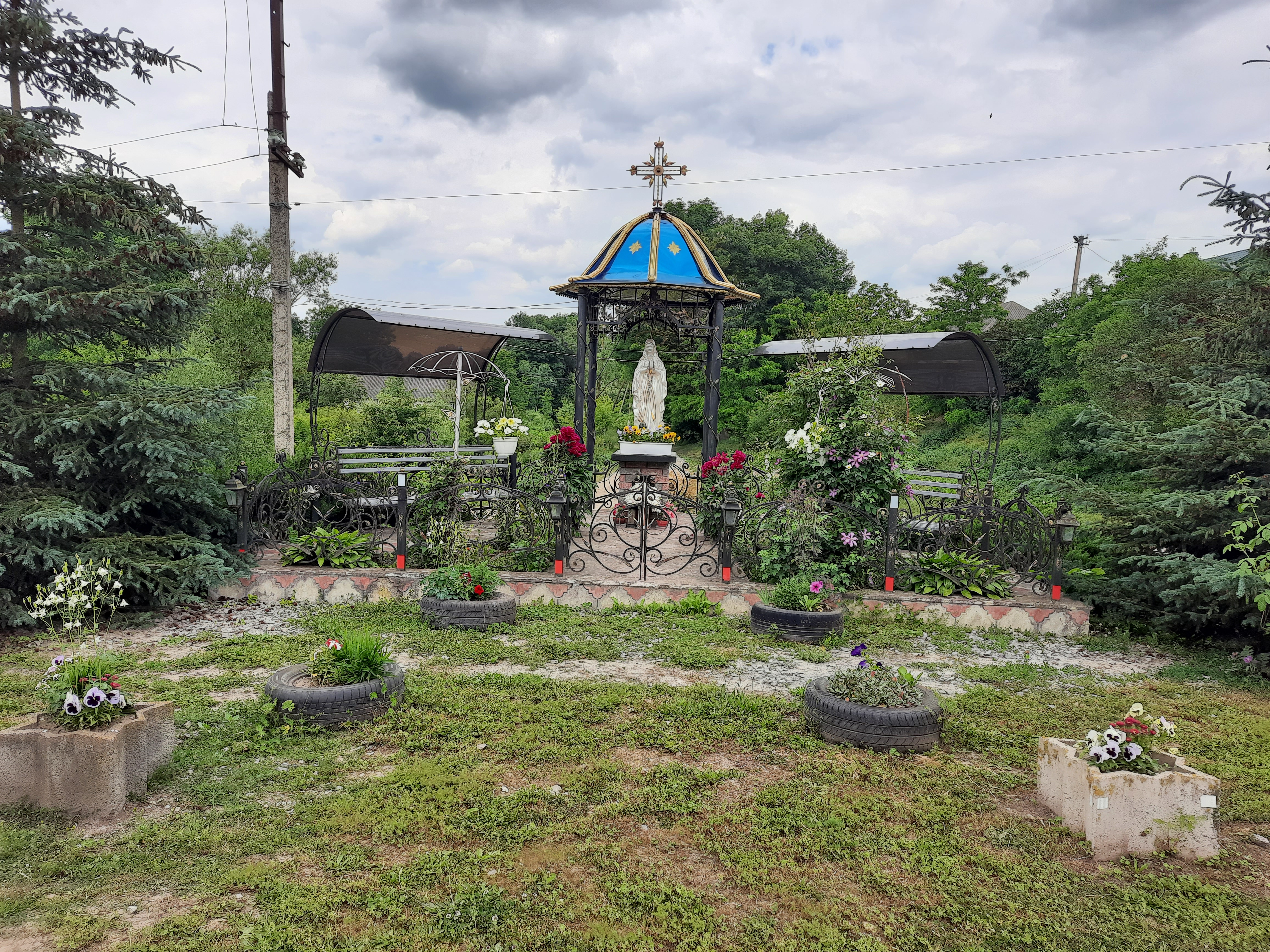
Статуя Божої Матері

Вербі́вці — село в Україні, у Теребовлянській міській громаді Тернопільського району Тернопільської області. Від 29 липня 2015 у складі Теребовлянської міської громади.
Розташоване на берегах річки Звиняч, лівої притоки Перейми , за 32 км від центру громади і 23 км від найближчої залізничної станції Деренівка.
Населення — 744 особи (2015).

## Історія
Поблизу Вербівців виявлено археологічні пам'ятки неоліту, трипільської культури та культури кулястих амфор.
Згадка про село Вербів Теребовлянського повіту є з 15 лютого 1467 року. В цьому документі згадано також сусіднє село Скомроше (Skomrosch), причому обидва над р. Серетом. Під цією ж назвою (Wyerzbow) село із приналежністю до Теребовлянського повіту значиться в податковому документі за 1564 р. поряд із селами Звиняч (Zwynnyacz) і Буданів (Bodzanow, Budzanow). Пізніше назва села Вербів (Wyrzbow) змінена на Вербівці (Wirbuce), так воно вказане на карті Г.-Л. де Боплана (40-рр. 17 ст.), очевидно для уникнення плутанини із іншим Вербовим, що південніше Підгайців, вже в Галицькому повіті.
Внаслідок поділу Польщі 1772 року відійшло до Австрійської імперії.
На початку XIX століття в селі було організовано двокласову школу, а пізніше й чотирьохкласову. Особливо багато зробив для піднесення культурного рівня села о. Саврій Петро. Згодом багато його посдідовників загинули у лавах УСС та ОУН-УПА.
1 серпня 1934 року село увійшло до складу новоутвореної сільської гміни Могильниця.

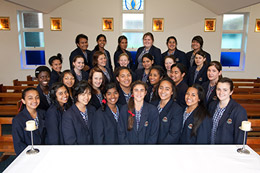
Хор села Вербівці початку ХХ століття

Протягом 1937—1938 рр. селяни Вербівець серйозно активізувалися, особливо молодь.
У 1939—1991 рр. у складі Радянського Союзу.
12 червня 2020 року, відповідно до розпорядження Кабінету Міністрів України № 724-р «Про визначення адміністративних центрів та затвердження територій територіальних громад Тернопільської області» увійшло до складу Теребовлянської міської громади.
19 липня 2020 року, в результаті адміністративно-територіальної реформи та ліквідації Теребовлянського району, село увійшло до складу новоутвореного Тернопільського району.

## Політика

### Парламентські вибори, 2019
На позачергових парламентських виборах 2019 року у селі функціонувала окрема виборча дільниця № 610821, розташована у приміщенні будинку культури.
Результати
- зареєстровано 513 виборців, явка 56,34%, найбільше голосів віддано за Радикальну партію Олега Ляшка — 22,89%, за «Слугу народу» — 18,31%, за Всеукраїнське об'єднання «Батьківщина» — 14,08%.[7] В одномандатному окрузі найбільше голосів отримав Микола Люшняк (самовисування) — 24,64%, за Олега Вітвіцького (Голос) — 22,50%, за Ігоря Сопеля (Слуга народу) — 12,86%[8].

## Мікротопоніми
- поле Могилки[9].

## Поширені прізвища
Підперигора, Адамів, Бербець, Кіналь, Корнага, Пітура, Сень, Сніжок.

## Пам'ятки
- Поселення Вербівці I[d] (ранньозалізний час; черняхівська культура);
- Поселення Вербівці II[d] (ранньозалізний час; черняхівська культура);

Є церква Перенесення Мощей святителя Миколая Чудотворця (1872; кам'яна), пам'ятник на честь скасування панщини, на якому зберігся напис «Ісусе Христе Сину Божий помилуй нас» (1848; відновлена 1995), пам'ятна таблиця з прізвищами односельців — січових стрільців і вояків УГА, які загинули за волю України 1914—1920 (1936; в приміщенні церкви).
Насипані могили:
- УСС (1942; відновлена),
- Борцям за волю України (1990).

На розвилці доріг Теребовля-Білобожниця на  братській могилі встановлено пам'ятний знак воїнам-односельцям, полеглим у німецько-радянській війні (1988: пам'ятник — постать воїна на постаменті), «фігуру» Матері Божої (1990).
- Братська могила воїнів Української повстанської армії (4 чол.)[d];
- Могила Марка Дячка[d], офіцера Українських січових стрільців;

## Соціальна сфера
Діють загальноосвітня школа І-ІІ ступенів, бібліотека.

## Відомі люди

### Народилися
- Я. Головчук — заслужений артист України, співак,
- Новак Ярослав — український художник,
- М. Носатий — хоровий диригент.

### Працювали
- Іван Сміян (нар. 1929) — український вчений у галузі медицини, педіатр; працював у місцевому ФАПі.